# Stdlib.h
stdlib.h — заголовочный файл стандартной библиотеки языка Си, который содержит в себе функции, занимающиеся выделением памяти, контролем процесса выполнения программы, преобразованием типов и другие. Заголовок вполне совместим с C++ и известен в нём как cstdlib. Название «stdlib» расшифровывается как «standard library» (стандартная библиотека).

## Функции
| Имя                                           | Описание                                                                                              | Соответствие стандартам | Соответствие стандартам |
| Преобразование типов                          | Преобразование типов                                                                                  | C89                     | C99                     |
| --------------------------------------------- | --- | ----------------------- | ----------------------- |
| atof                                          | строка в число двойной точности (double; НЕ float)                                                    | Да                      | Да                      |
| atoi                                          | строка в целое число (integer)                                                                        | Да                      | Да                      |
| atol                                          | строка в длинное целое число (long integer)                                                           | Да                      | Да                      |
| atoll                                         | строка в длинное целое число (long long integer)                                                      | Нет                     | Да                      |
| strtod                                        | строка в число двойной точности (double)                                                              | Да                      | Да                      |
| strtof                                        | строка в число одиночной точности (float)                                                             | Нет                     | Да                      |
| strtol                                        | строка в длинное целое число (long integer)                                                           | Да                      | Да                      |
| strtold                                       | строка в длинное двойной точности (long double)                                                       | Нет                     | Да                      |
| strtoll                                       | строка в длинное целое число (long long integer)                                                      | Нет                     | Да                      |
| strtoul                                       | строка в беззнаковое длинное целое число (unsigned long integer)                                      | Да                      | Да                      |
| strtoull                                      | строка в беззнаковое длинное целое число (unsigned long long integer)                                 | Нет                     | Да                      |
| Генерация псевдослучайных последовательностей | |                         |                         |
| rand                                          | генерирует псевдослучайное значение                                                                   | Да                      | Да                      |
| srand                                         | устанавливает начальное значение генератора псевдослучайных чисел                                     | Да                      | Да                      |
| Выделение и освобождение памяти               | |                         |                         |
| malloc calloc realloc                         | выделяет память из кучи                                                                               | Да                      | Да                      |
| free                                          | освобождает память обратно в кучу                                                                     | Да                      | Да                      |
| Контроль процесса выполнения программы        | |                         |                         |
| abort                                         | некорректное завершение выполнения                                                                    | Да                      | Да                      |
| atexit                                        | регистрирует обратный вызов функции, которую нужно будет выполнить перед завершением работы программы | Да                      | Да                      |
| exit                                          | завершает выполнение программы                                                                        | Да                      | Да                      |
| getenv                                        | извлекает переменные окружения                                                                        | Да                      | Да                      |
| system                                        | выполняет внешнюю команду                                                                             | Да                      | Да                      |
| Сортировка и поиск                            | |                         |                         |
| bsearch                                       | двоичный поиск в массиве                                                                              | Да                      | Да                      |
| qsort                                         | сортировка массива                                                                                    | Да                      | Да                      |
| Математика                                    | |                         |                         |
| abs, labs                                     | абсолютная величина целого числа                                                                      | Да                      | Да                      |
| llabs, imaxabs                                | абсолютная величина целого числа                                                                      | Нет                     | Да                      |
| div ldiv                                      | деление целых чисел                                                                                   | Да                      | Да                      |
| Многобайтовые операции/ широкие символы       | |                         |                         |
| mblen                                         | размер многобайтовых символов                                                                         | Нет                     | Да                      |
| mbtowc, wctomb, mbstowcs, wcstombs            | преобразование многобайтовых и широких символов                                                       | Нет                     | Да                      |

### NULL
Заголовочные файлы stdlib.h и stddef.h определяют макрос NULL, являющийся константным нуль-указателем, который гарантированно указывает на некорректный адрес памяти.

#### Варианты
NULL может быть определен как константное выражение, равное целому нулевому числу (нулю), длинному целому нулю, или нуль приводится к указателю типа void *:
```
#define NULL  0

```

```
#define NULL  0L

```

```
#define NULL  ((void *) 0)

```

Несмотря на то, что константа нуль-указателя всегда представляется в Си символьной константой 0 или 0, приведённым к void-указателю, реальное битовое представление подобного указателя зависит от системы и может содержать однобитовые значения.

## Типы

### size_t
Заголовочные файлы stdlib.h и stddef.h определяют тип данных, называемый size_t, который используется для представления размера объекта. Библиотечные функции, использующие размеры, принимают на вход значения именно этого типа. Значения типа size_t возвращает оператор sizeof.
Настоящий тип size_t платформо-независим; распространенной ошибкой является подразумевать под size_t беззнаковое целое (unsigned int), что может привести к ошибкам программирования, причём в первую очередь это касается 64-битных архитектур.

### div_t, ldiv_t
Также определены два менее широко используемых типа данных — div_t и ldiv_t. Они являются возвращаемыми типами функций div и ldiv. Стандарт определяет их следующим образом:
```
typedef
 
struct
 
{

    
int
 
quot
,
 
rem
;

}
 
div_t
;

```

```
typedef
 
struct
 
{

    
long
 
int
 
quot
,
 
rem
;

}
 
ldiv_t
;

```

## Нестандартные функции

### itoa
itoa — общая функция, входящая во множество реализаций stdlib.h, но не определяемая стандартом. Возможно, её так часто включают в библиотеки благодаря её описанию в книге «Язык программирования Си». Аналогичного эффекта можно добиться при помощи функции sprintf, которая определена в стандарте.